# オーバーバイエルン
オーバーバイエルン（標準ドイツ語：Oberbayern、バイエルン語：Obabayern）は、ドイツ連邦共和国バイエルン州南東部に位置するベツィルクならびにレギールングスベツィルク（行政管区）である。「上バイエルン行政管区」とも呼ばれる。

## 概要
バイエルン州においてベツィルク (Bezirk) とは多くの郡や市の統合体としての自治体である（以下、本項では訳語として「県」を充てる）。ベツィルク内の郡や市は同時に同名のレギールングスベツィルク (Regierungbezirk) に属す。レギールングスベツィルク（しばしばレギールングと略して呼ばれる）は州の官庁の所轄管区を指す（以下、本項では訳語として「行政管区」を充てる）。
オーバーバイエルンは、州の南東部に位置しており、南と東はオーストリアのチロル州北西部のロイテ郡と国境と接している。北東はニーダーバイエルンとオーバープファルツ、北西はミッテルフランケン、西はバイエルン・シュヴァーベンと境を接する。県の行政府および行政管区の本部所在地はミュンヘンである。
オーバーバイエルンという呼称は1255年のバイエルン分割によって生じた概念を引き継いだ行政管理上の領域名である。元々の領域は現在のものとは異なっており、何度も変化している。キームガウやバート・ライヒェンハル周辺地域はニーダーバイエルンに属していた。この領域は民族上あるいは言語上の背景を持った呼称ではなく、オーバーバイエルン方言といったものはない。
オーバーバイエルンは人口当たりの国内総生産がハンブルクに次いで2番目に高い地域である。

## 構成
オーバーバイエルン行政管区は3つの郡独立市と20の郡からなる。

### 郡独立市
- ミュンヘン
- インゴルシュタット
- ローゼンハイム

### 郡
| - アルトエッティング郡 - バート・テルツ＝ヴォルフラーツハウゼン郡 - ベルヒテスガーデナー・ラント郡 - ダッハウ郡 - エーバースベルク郡 - アイヒシュテット郡 - エルディング郡 - フライジング郡 - フュルステンフェルトブルック郡 - ガルミッシュ＝パルテンキルヒェン郡 | - ランツベルク・アム・レヒ郡 - ミースバッハ郡 - ミュールドルフ・アム・イン郡 - ミュンヘン郡 - ノイブルク＝シュローベンハウゼン郡 - プファッフェンホーフェン・アン・デア・イルム郡 - ローゼンハイム郡 - シュタルンベルク郡 - トラウンシュタイン郡 - ヴァイルハイム＝ショーンガウ郡 |

注:

- バート・テルツ＝ヴォルフラーツハウゼン郡は、1972年7月1日から1973年4月30日までの過渡期にはバート・テルツ郡と呼ばれていた。
- ベルヒテスガーデナー・ラント郡は、1972年7月1日から1973年4月30日までの過渡期にはバート・ライヒェンハル郡と呼ばれていた。
- ノイブルク＝シュローベンハウゼン郡は、1972年7月1日から1973年4月30日までの過渡期にはノイブルク・アン・デア・ドナウ郡と呼ばれていた。
- ヴァイルハイム＝ショーンガウ郡は、1972年7月1日から1973年4月30日までの過渡期にはヴァイルハイム・イン・オーバーバイエルン郡と呼ばれていた。

## 計画地域
オーバーバイエルンの市や郡は4つの計画地域に分けられている: インゴルシュタット、ミュンヘン、オーバーラント、南東オーバーバイエルンである。

## 歴史
1255年のルートヴィヒ2世が行ったバイエルン分割によってオーバーバイエルン公領が独立して成立した。しかしこれは現在のオーバーバイエルン行政管区と同じではない。1340年に一度統一された後、1392年にバイエルン公領は三分割された。オーバーバイエルンにはバイエルン＝ミュンヘンとバイエルン＝インゴルシュタットが、ニーダーバイエルンにはバイエルン＝ランツフートがそれぞれ成立した。このニーダーバイエルンには1349年からすでに第4の公領バイエルン＝シュトラウビングがあった。1505年にこれらの分割公領は再統一された。バイエルンは行政管理上、領土をいくつかのレントアムト（Rentamt、会計局）に分割して統治した。1808年にバイエルン王国は「クライス」と呼ばれる地域上のまとまりを設けた。この用語は現在の「郡」と同じ意味を持つが、その機能は官庁の管轄区域であり、実質的には現在の行政管区に近いものであった。1837年にルートヴィヒ1世は、それまで河川の名に基づいて名付けられていたクライスの名称を、各地域の歴史を反映した古い地名に改称するようにした。これによってイーザルクライスからオーバーバイエルン行政管区が成立した。

## 経済
オーバーバイエルンの失業率は2008年12月現在 3.7% である。EUの国民総生産と比較すると、オーバーバイエルンの購買力はEUを100とした場合、165.6である。
オーバーバイエルンには約160万人の社会保険料支払い義務のある労働者がいるが、このうち100万人強がサービス業に従事している。製造業は50万人弱、農林水産業は約11,000人である。

## 県

### 文化振興
県の文化局は地域を越えてオーバーバイエルンの文化行事を奨励している。オーバーバイエルン県はグレントライテン野外博物館、アーメラング野外博物館および旧ゼーオン修道院の文化教育センターの運営者である。

### 県議会
県議会は州議会選挙と並行して選出される。2008年選挙後の定員は58でこれに超過議席 4、調整議席 6を加えた計68議席からなる。

#### 県議会議長
- 1954年 - 1966年 ペーター・ヘッカー (CSU)
- 1966年 - 1986年 ゲオルク・クリム (CSU)
- 1986年 - 1998年 ヘルマン・シュスター (CSU)
- 1998年 - 2000年 エルヴィン・フィルザー (CSU)
- 2000年 - 2008年 フランツ・ユングヴィルト (CSU)
- 2008年 - ヨーゼフ・メーデラー (CSU)

## 行政管区

### 行政管区長官
第二次世界大戦後の行政管区長官を列記する。
- 1945年 - 1949年 ルートヴィヒ・オストヘルダー
- 1949年 - 1950年 リヒャルト・バレス
- 1950年 - 1952年 ハインリヒ・クノイアー
- 1952年 - 1962年 ヨハン・マング
- 1962年 - 1974年 アダム・ダインライン
- 1975年 - 1994年 ライムント・エーベルレ
- 1994年 - 2005年 ヴェルナー＝ハンス・ベーム
- 2005年9月1日 - クリストフ・ヒレンブラント

## 引用
1. ↑  https://www.statistikdaten.bayern.de/genesis/online?operation=result&code=12411-003r&leerzeilen=false&language=de Genesis-Online-Datenbank des Bayerischen Landesamtes für Statistik Tabelle 12411-003r Fortschreibung des Bevölkerungsstandes: Gemeinden, Stichtag (Einwohnerzahlen auf Grundlage des Zensus 2011)
2. ↑  ヨーロッパの購買力 tagesschau.de、2008年2月12日